# 阮福聰
阮福聰（越南语：／；？—1694年），廣南阮主宗室。
阮福聰是福郡公阮福演的第四子，太宗阮福瀕的孫子，最初任官掌奇。正和十五年（1694年），阮福聰和三兄阮福惠陰謀作亂，尊室潤和小差（某氏）德仁將此事上告阮福淍，阮福淍下令逮捕阮福聰等人入獄，令阮福惠、阮福聰等七人伏誅。
阮福聰無子絕後。